# Tumidiclava niveipes
Tumidiclava niveipes är en stekelart som beskrevs av Girault 1915. Tumidiclava niveipes ingår i släktet Tumidiclava och familjen hårstrimsteklar. Inga underarter finns listade i Catalogue of Life.